# Flarkmyrtjärnen
Flarkmyrtjärnen är en sjö i Skellefteå kommun i Västerbotten och ingår i Skellefteälvens huvudavrinningsområde. Sjön har en area på 0,0596 kvadratkilometer och ligger 267,2 meter över havet.

## Delavrinningsområde
Flarkmyrtjärnen ingår i det delavrinningsområde (723024-168602) som SMHI kallar för Mynnar i Petikån. Medelhöjden är 301 meter över havet och ytan är 26,03 kvadratkilometer. Det finns ett avrinningsområde uppströms, och räknas det in blir den ackumulerade arean 34,81 kvadratkilometer. Granbergsbäcken som avvattnar avrinningsområdet har biflödesordning 3, vilket innebär att vattnet flödar genom totalt 3 vattendrag innan det når havet efter 102 kilometer. Avrinningsområdet består mestadels av skog (65 procent) och sankmarker (31 procent). Avrinningsområdet har 0,06 kvadratkilometer vattenytor vilket ger det en sjöprocent på 0,2 procent.